# كيني بوينتون
كيني بوينتون (بالإنجليزية: Kenny Boynton)‏ مواليد 12 مايو 1991 في بومبانو سيتي، هو لاعب كرة سلة أمريكي. بدأ مسيرته الاحترافية في سنة 2013. يلعب مع نيجني نوفغورود في دوري اتحاد في تي بي كلاعب هجوم خلفي. يحمل الرقم 1. يبلغ طوله 6 قدم 2 بوصة (1.9 م).

## روابط خارجية
- كيني بوينتون على موقع الدوري الأوروبي لكرة السلة (الإنجليزية)
- كيني بوينتون على موقع كرة السلة الأوروبية.كوم (الإنجليزية)
- كيني بوينتون على موقع كلية كرة السلة في سبورتس رفرنس.كوم (الإنجليزية)
- كيني بوينتون على موقع ريلجم (الإنجليزية)
- كيني بوينتون على موقع بروبوليرز (الإنجليزية)
- كيني بوينتون على موقع سبورتس رفرنس (الإنجليزية)